# Roberto de Souza
Roberto de Souza Rezende (Goiana, Brasil, 18 de enero de 1985), futbolista brasilero. Juega de mediocentro y su primer equipo fue el Guarani FC.

## Biografía
Joven brasileño, llegado al Celta de Vigo el verano de 2005 y cedido a la Unión Deportiva Salamanca por diferentes motivos deportivos, que en su día consideró Fernando Vázquez.
Tras realizar una notable temporada en Salamanca, regresó el siguiente verano a Vigo con el fin
de hacerse un hueco en el equipo de Hristo Stoichkov, algo que a priori no parecía nada fácil. A pesar de haber disputado todos los encuentros de pretemporada con el Celta, el jugador no consiguió hacerse con la titularidad en los partidos de liga, llegando a disputar únicamente 288 minutos esa temporada. Destituido Stoichkov y debido a que el nuevo técnico Juan Ramón López Caro no cuenta con él para la segunda vuelta de la liga, el jugador buscó minutos en el Racing Club de Ferrol, de 2ª División, club que consiguió su cesión hasta el final de la temporada 2007/08.
En la temporada 08-09 una nueva cesión, en este caso al club portugués Leixoes Sport Club, donde tiene un papel notable como titular. En la temporada siguiente, ya con la carta de libertad después de finalizar su contrato con el Celta de Vigo, ficha por el Club Sport Marítimo, club en el que milita actualmente.
Es un jugador de corte defensivo pero que no descuida el ataque.

## Clubes
| Club                           | País     | Año       |
| ------------------------------ | -------- | --------- |
| Guarani FC                     | Brasil   | 2003-2005 |
| Celta de Vigo                  | España   | 2005      |
| UD Salamanca (Cedido)          | España   | 2006-2007 |
| Celta de Vigo                  | España   | 2007-     |
| Racing Club de Ferrol (Cedido) | España   | 2008      |
| Leixões Sport Club (Cedido)    | Portugal | 2008-2009 |
| Club Sport Marítimo            | Portugal | 2009-     |

- Datos: Q1380520